# Flocke (Eisbär)

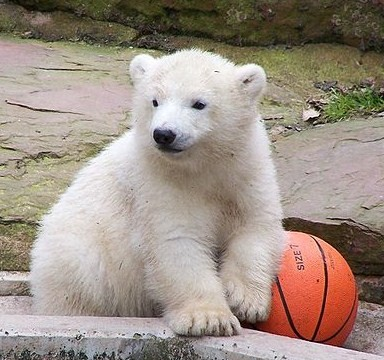
Am 9. April 2008 konnte Flocke von den Tiergartenbesuchern zum ersten Mal beobachtet werden.

Flocke (* 11. Dezember 2007 in Nürnberg) ist ein weiblicher Eisbär (Ursus maritimus), der im Tiergarten Nürnberg geboren wurde und dort aufwuchs. Ähnlich wie im Fall des Eisbären Knut lösten die Geburt und Handaufzucht der Eisbärin großes Medienecho aus. Die Stadt Nürnberg hat die Marke „Eisbär Flocke“ schützen lassen.

## Leben

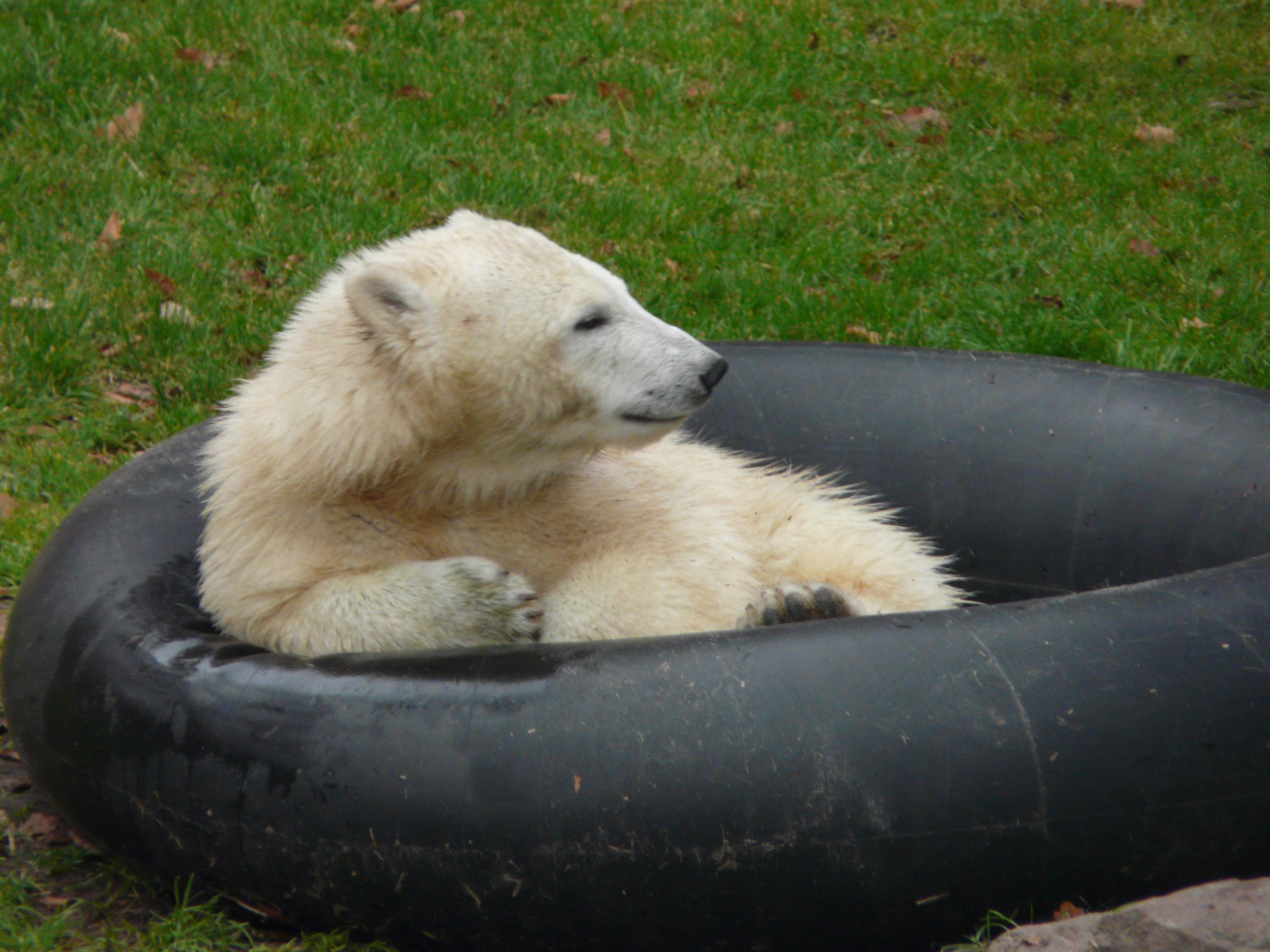
Flocke (Oktober 2008)

Flocke wurde am 11. Dezember 2007 von der Eisbärin Vera (* 2002 in Moskau) geboren, für die es die erste Geburt war. Vater ist der Eisbär Felix (* 2001 in Wien). Zunächst kümmerte sich die Bärin Vera vorbildlich um ihr Jungtier. Am 8. Januar 2008 verließ die Bärin mit Flocke die Aufzuchtshöhle und lief im Gehege herum, offenbar auf der Suche nach einem anderen Unterschlupf. Dabei machte sie einen unruhigen Eindruck. Sie ließ das Jungtier immer wieder fallen. Wegen dieses für Eisbären ungewöhnlichen Verhaltens sah sich der Tiergarten gezwungen, das Jungtier von der Bärin zu trennen und man entschied sich für eine Handaufzucht. Erst wenige Tage zuvor waren zwei Eisbärenbabys einer anderen Eisbärenmutter, Vilma, im Nürnberger Tiergarten spurlos verschwunden. Man geht davon aus, dass die beiden wegen Krankheit von ihrer Mutter aufgefressen wurden.
Flocke wurde seit dem 8. Januar 2008 von Pflegern aufgezogen. Am 15. Januar öffnete sie ihre Augen. Das Tier war am 9. April 2008 erstmals im Freigehege zu sehen.
Flocke wurde am 23. April 2010 zusammen mit ihrem Spielgefährten Rasputin in das Marineland, einen Themenpark für Meerestiere in Antibes an der Côte d’Azur, abgegeben. Dort brachte sie am 26. November 2014 das weibliche Jungtier Hope zur Welt, das sie selbst aufzog. Der Nürnberger Tiergarten sieht dies als Bestätigung, dass eine behutsame Handaufzucht nicht zu Verhaltensdefiziten führen muss und die frühzeitige Vergesellschaftung mit dem gleichaltrigen Eisbären Rasputin positiv zur Entwicklung von Flocke beigetragen habe.
Zwischen Weihnachten und Neujahr 2020 brachte die zwölfjährige Eisbärin Flocke im Meeres-Themenpark Marineland Drillinge zur Welt, die sie selbst gestillt hat. Das weibliche Jungtier heißt Tala, die beiden männlichen Indiana und Yuma. Dies war der zweite Wurf von Flocke und Rasputin.
2021 zog Flocke mit den Drillingen in den Yorkshire Wildlife Park nach England, nachdem das Marineland schloss. Rasputin war bereits nach der Geburt der Drillinge nach Yorkshire gezogen um die Jungtiere zu schützen, bevor er 2020 erst nach Tallin und dann weiter Aalborg zog. 
Seit 2024 lebt Flocke zusammen mit Töchtern Tala und Hope sowie der Eisbärin Ewa im Jimmy’s Farm & Wildlife Park in England bei Ipswich.

## Medienecho
Die Medien begannen über die Eisbären in Nürnberg zu berichten, als die Eisbärin Vera sich immer wieder vor der Aufzuchthöhle aufhielt und ihren Nachwuchs anscheinend vernachlässigte. Die Tiergartenleitung entschied aber aus Gründen des Tierschutzes, vorerst in die natürliche Aufzucht des Jungtieres nicht einzugreifen. Man wollte damit eine Prägung auf den Menschen verhindern, da Eisbären, die von Menschen aufgezogen wurden, später schlechter in der Lage sind, selbst Nachwuchs aufzuziehen. Dafür wurde die Tiergartenleitung von der Boulevardpresse heftig angegriffen.
Seit Flocke in Handaufzucht übernommen wurde, wurden jeden Tag neue Bilder von ihr veröffentlicht. Das ZDF berichtete nahezu tagesaktuell von der Entwicklung des Bären und stellte zudem Zusammenschnitte in Form von Wochenberichten ins Netz.
Die Stadt Nürnberg rief dazu auf, Vorschläge für den Namen des Eisbären einzusenden. Darauf erhielt die Stadt innerhalb weniger Tage 21.500 Vorschläge. Am 18. Januar entschied sich eine Jury unter Vorsitz des Nürnberger Oberbürgermeisters Ulrich Maly für den Namen „Flocke“, den die Tierpfleger schon zuvor verwendet hatten.
Am 8. April 2008 wurde Flocke erstmals vor etwa 430 Journalisten und rund 50 geladenen Gästen gezeigt. Hierbei kam es zu Protesten einiger Tierrechts-Aktivisten gegen die Zoohaltung von Eisbären und deren Vermarktung.
Die viel kritisierte Plakatkampagne „Knut war gestern“ der Stadt Nürnberg wurde am 12. Juni 2008 eingestellt und durch die Plakatkampagne „Klimaschutz beginnt vor Ort“ ersetzt.

## Galerie

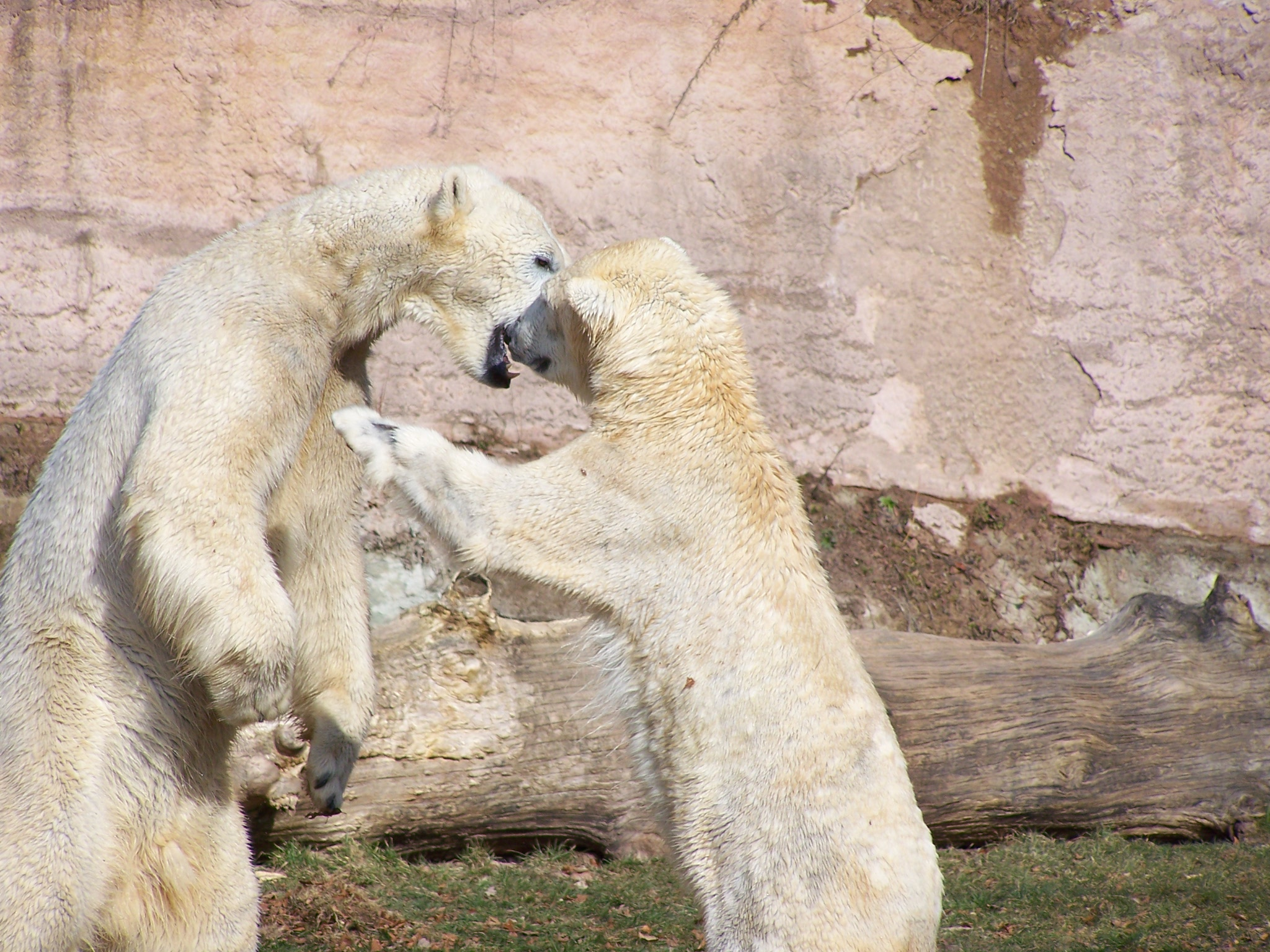
Flockes Eltern Felix und Vera
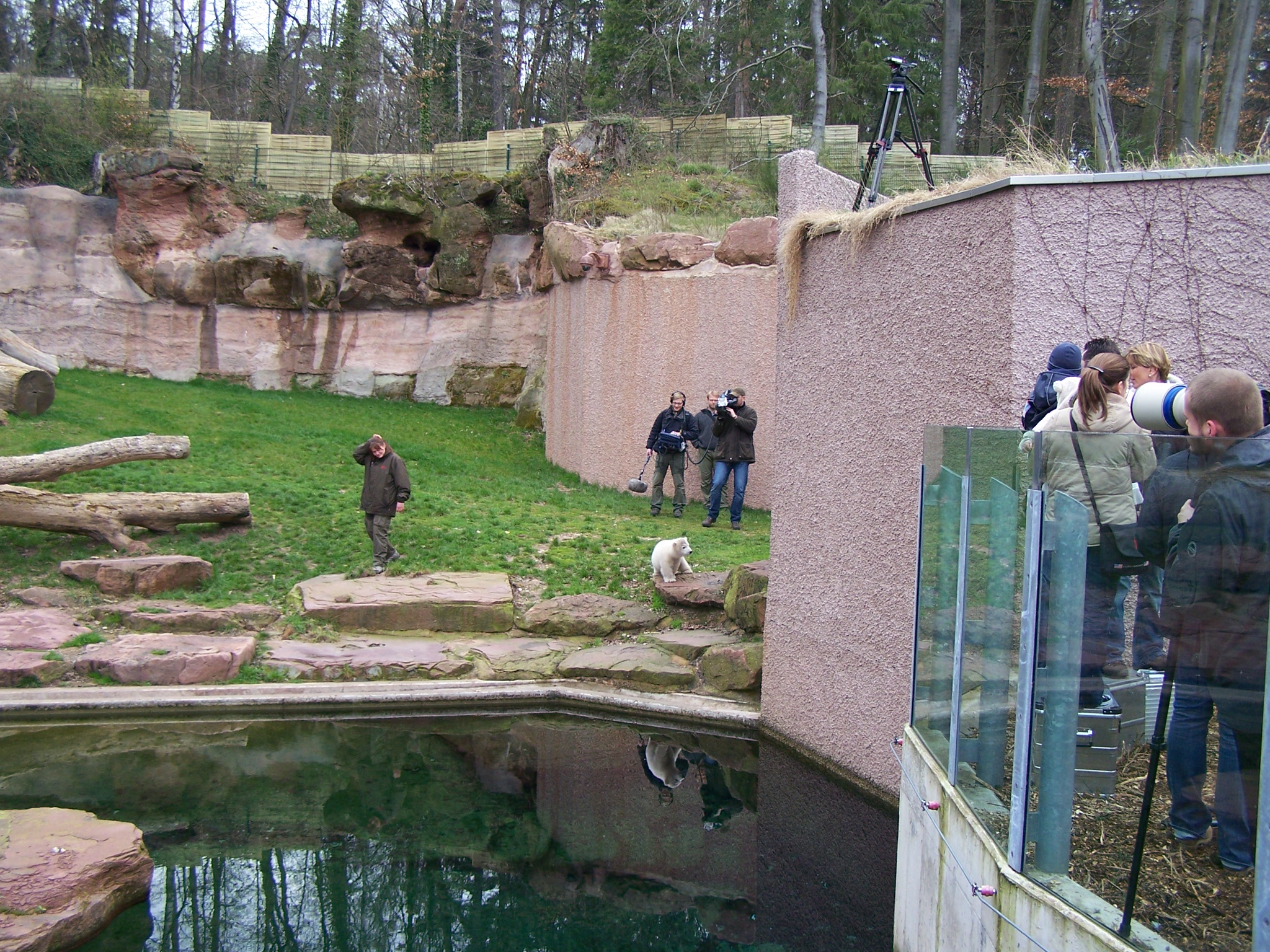
Flocke wird am 9. April 2008 erstmals den Besuchern präsentiert.
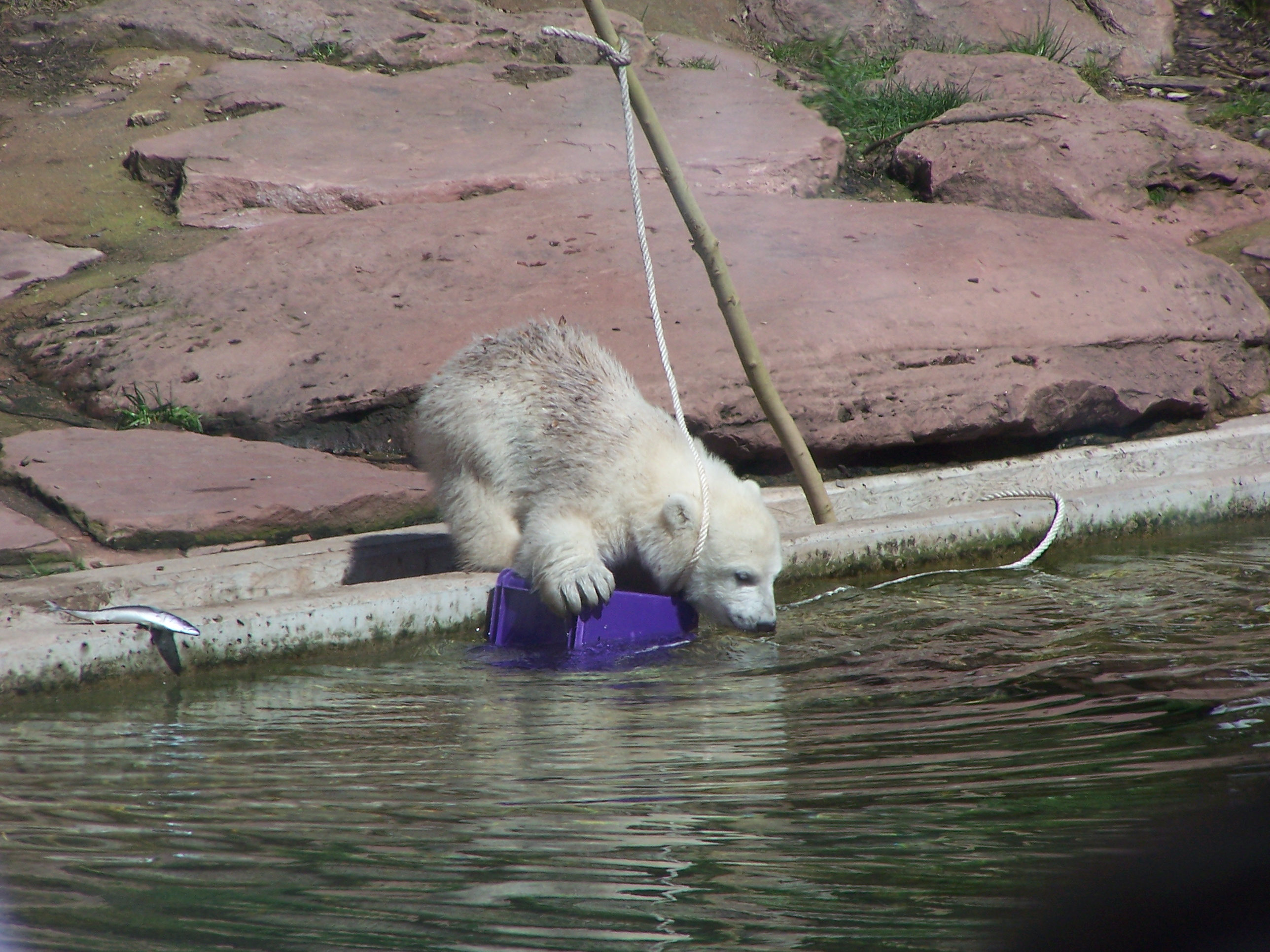
Flocke (20. April 2008)
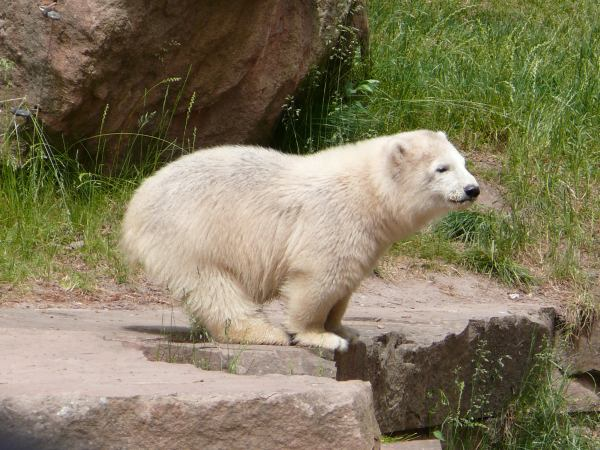
Flocke (Mai 2008)